# Подкоозеро
Подкоозеро, Подкозеро — озеро на территории Идельского сельского поселения Сегежского района Республики Карелии.

## Общие сведения
Площадь озера — 1,1 км². Располагается на высоте 130,2 метров над уровнем моря.
Форма озера многолопастная, подковообразная, продолговатая: оно вытянуто с запада на восток. Берега сильно изрезанные, каменисто-песчаные, местами заболоченные.
Из залива на юго-западной стороне озера вытекает ручей Студёный, который, протекая через две безымянные ламбины, впадает в реку Каргу, впадающую в реку Шобу. Шоба впадает в озеро Шавань, через которое проходит Беломорско-Балтийский канал.
В озере расположено не менее шести безымянных островов различной площади.
К озеру подходит лесовозная дорога.
Код объекта в государственном водном реестре — 02020001311102000007961.